# Karamay
Karamay, Kelamayi o també Karamai (en uigur: قاراماي, Qaramay, K̡aramay; Xinès: 克拉瑪依; pinyin: Kèlāmǎyī, Wade-Giles: K'o-la-ma-i) és una ciutat-prefectura al nord de la Regió Autònoma Uigur de Xinjiang, al nord-oest de la Xina. Karamay és un nom que prové de l'idioma uigur i significa "oli negre". Karamai ha estat el lloc d'un dels pitjors desastres de la història xinesa moderna. El 8 de desembre de 1994 hi va haver un incident en què van morir 324 persones, 288 de les quals eren nens, en cremar-se un cinema.

## Demografia
El 75% de la població és d'ètnia han. Uigurs, kazakhs, mongols i ètnia hui componen la resta de la població.

## Economia
Un dels més grans jaciments de petroli va de la Xina va ser descobert allí l'any 1955. Des de llavors la ciutat s'ha convertir en un centre de producció i refinament de petroli.
El 2008 el seu PIB va arribar a 66,1 mil milions de yuans, i la renda per capita 242.391 iuans (34.901 dòlars americans). Això ha convertit Karamay en la ciutat amb major renda per capita de les 659 que té la Xina.